# 戈羅季謝 (涅德里蓋利夫區)
50°55′41″N 34°0′31″E / 50.92806°N 34.00861°E
霍羅迪什切（烏克蘭語：Городище）是位於烏克蘭東北部的村莊，由蘇梅州羅姆內區的維利沙納市鎮負責管轄。該村處於捷爾恩河畔，距離霍洛德涅、伊瓦尼齊亞和傑爾卡奇夫卡1公里，海拔高度132米，2001年人口96。